# Lista de wikis
Esta página contém uma comparação de notáveis websites que usam um modelo wiki. Existe uma wiki que é um índice das milhares de wikis existentes, a WikiIndex.
| Nome                                      | Foco                                                                                      | Notas | Artigos                             | Licença                     |
| ----------------------------------------- | ----------------------------------------------------------------------------------------- | --- | ----------------------------------- | --------------------------- |
| Wikipedia                                 | Enciclopédico                                                                             | Termo global, projeto multilingual MediaWiki | 12.000.000                          | GFDL                        |
| Wikipédia em inglês                       | Enciclopédico                                                                             | Acesso público, mais proeminente wiki inglesa | 3.076.715+[carece de fontes?]       | GFDL                        |
| Citizendium                               | Enciclopédico                                                                             | Requer nomes reais; administrada por especialistas, permitindo edições do público em geral | 10.300+                             | CC-by-sa 3.0                |
| RationalWiki                              | Refutar ideias cranck e pseudociências.                                                   | Acesso público; maioria dos verbetes em inglês. | 7.130+                              | CC-BY-SA 3.0                |
| EvoWiki                                   | Enciclopédia científica da RationalMedia Foundation                                       | Acesso público; exclusivamente em inglês. | 3.071 (absorvida pela RationalWiki. |                             |
| Scholarpedia                              | Enciclopédico                                                                             | Escrita exclusivamente por profissionais voltados especialmente para o seu campo de especialização; sujeito a revisão por pares                                                                                 | 1.619                               | Direito autoral             |
| Wikinologia                               | Enciclopédico                                                                             | Uma wikipedia sobre tecnologia, eletrônica, programação voltada ao pessoal da Engenharia Elétrica e Ciência da Computação]                                                                                      | 100.000+                            | CC-by 3.0                   |
| Knol                                      | Enciclopédico                                                                             | Uma tecnologia wiki semelhante ao Google - descontinuada em 1 de maio de 2012 | 100.000+                            | CC-by 3.0                   |
| Google DocType                            | Enciclopédico                                                                             | Uma wiki para desenvolvedores web do Google. | 3400+                               | Licença BSD                 |
| Wikibooks                                 | Geral - Livros de textos                                                                  | Um projeto wikimedia | 115,200+                            |                             |
| Wikiversity                               | Geral - Aprendizagem auto-dirigida                                                        | Apoia comunidades de livre aprendizagem comunidades, projetos, materiais, e alunos, um projeto wikimedia |                                     |                             |
| wikiHow                                   | Instrução geral                                                                           | Uma manual de aprendizagem | 53.000+                             | CC-by-nc-sa 2.5             |
| Desciclopédia                             | Humor                                                                                     | Artigos parecidos com Wikipédia, mas com humor. (versão em português da Uncyclopedia) | 55.000+                             | CC BY-NC-SA 2.5             |
| WikiAnswers                               | Conhecimento geral                                                                        | Compila as respostas às perguntas colocadas | 3.625.500+ Respostas                | Direito autoral             |
| Everything2                               | Ensaios particulares                                                                      | Um projeto tipo wiki para ensaios | 273.900+                            | Direito autoral             |
| MeatballWiki                              | Comunidades - Comunidades virtuais                                                        | | 4.900+                              | Direito autoral             |
| Wikitruth                                 | Social - Crítica à Wikipedia                                                              | | 200+                                | GFDL                        |
| Conservapedia                             | Enciclopédico                                                                             | As informações e os artigos são escritos a partir de um ponto de vista conservador cristão destinados a corrigir a percepção liberal da Wikipédia                                                               | 48.132+                             | Direito autoral (uso livre) |
| Encyclopedia Dramatica                    | Sátira dos fenômenos da Internet                                                          | Uma wiki satírica | 9.702+                              | Fair use                    |
| Uncyclopedia                              | Sátira - Paródia                                                                          | Uma enciclopédia satírica dedicada à paródias. | 30.000+                             | CC-by-nc-sa 2.0             |
| Wikiquote                                 | Referência - Citações                                                                     | Um repositório de citações, um projeto wikimedia | 90.200+                             | GFDL                        |
| Wikisource                                | Referência - Fontes primárias                                                             | Dedicado ao uso na Wikipédia; um projeto wikimedia | 586.400+                            | GFDL                        |
| Wikimedia Commons                         | Variado - Mídia eletrônica                                                                | Um repositório de mídias eletrônicas de licença livre; um projeto wikimedia |                                     |                             |
| Biographicon                              | Variado - Biografias de pessoas                                                           | Um diretório de perfis pessoais |                                     |                             |
| MyWikiBiz                                 | Variado - Diretório de negócios                                                           | Permite a pessoas e empresas escreveram sobre si próprias |                                     |                             |
| International Music Score Library Project | Música                                                                                    | Uma biblioteca wiki de partituras em domínio público | 14.800+                             | GFDL                        |
| LyricWiki                                 | Música - Letras                                                                           | Uma relação de letras por álbum | 722.000+                            | sem licença                 |
| Whole Wheat Radio                         | Música - Música independente                                                              | Uma estação de rádio on-line comunitária apresentando música independente |                                     |                             |
| Memory Alpha                              | Ficção - Star Trek                                                                        | Contém apenas material cânone | 29.900+                             | CC-by-nc 2.5                |
| Wookieepedia                              | Ficção - Star Wars                                                                        | Enciclopédia de ficção científica | 65.000+                             | GFDL                        |
| A Million Penguins                        | Ficção - uma novela colaborativamente escrita                                             | | 491                                 | Direito autoral             |
| Galaxiki                                  | Galáxia ficcional                                                                         | Dedicada a criação de uma galáxia ficcional |                                     |                             |
| Lostpedia                                 | Ficção - Lost                                                                             | |                                     |                             |
| WikiWikiWeb                               | Programação de computadores, especificamente padrões de projetos                          | A mais antiga wiki do mundo (início cerca de 1995) | 33.886                              | GPL                         |
| ITpedia                                   | Computadores - Software empresarial - processos de negócios                               | Conhecimento de TI, melhores práticas e listas de verificação | 7560                                | CC BY-SA 3.0                |
| Javapedia                                 | Computadores - Plataforma Java                                                            | Uma enciclopédia on-line para desenvolver Java |                                     |                             |
| SWiK                                      | Computadores - Open source software                                                       | |                                     |                             |
| GeoNames                                  | Lugares                                                                                   | Um banco de dados geográficos que liga nomes específicos com características únicas |                                     |                             |
| City wiki                                 | Lugares                                                                                   | Um termo genérico para uma variedade de wikis dedicadas às cidades ou outras regiões geográficas |                                     |                             |
| The Student Room                          | Lugar - Universidade do Reino Unido e vida de alunos                                      | Oferece guias da universidade britânica, notas de revisão, exemplos de declarações pessoais e informações sobre a vida estudantil e cursos universitários                                                       |                                     |                             |
| DavisWiki                                 | Lugar - Davis, Califórnia                                                                 | Uma wiki cidade dedicada exclusivamente a Davis | 13.000+                             | CC-by 3.0                   |
| Galbijim Wiki                             | Lugar - Coreia do Sul                                                                     | Escrito por, e para uma plateia de sul-coreanos expatriados |                                     |                             |
| Travellerspoint                           | Lugares - Viagem                                                                          | Um site de redes sociais dedicado à partilha de histórias e recomendações sobre viagens | 2.400+                              | CC-by-sa 3.0                |
| OpenStreetMap                             | Lugares - Mapas                                                                           | Utiliza GPS, fotografia aérea e outras fontes de licença livre de imagens para criar um mapa do mundo |                                     | CC-by-sa 2.0                |
| WikiMapia                                 | Lugares - Mapa on-line                                                                    | Combina mapas do Google com um sistema wiki; atualmente compreende 35 idiomas |                                     |                             |
| Wikitravel                                | Lugares - Viagem                                                                          | Um guia de viagens utilizando software wikimedia, mas não conectado com a Fundação Wikimedia. Abriga 20 idiomas                                                                                                 | 48.000+                             | CC-by-sa 1.0                |
| Wikivoyage                                | Lugares - Viagem                                                                          | guia de viagens, um projeto Wikimedia |                                     | CC-by-sa 3.0                |
| World66                                   | Lugares - Viagem                                                                          | Uma empresa anteriormente neerlandesa atualmente pertencente a Internet Brands | 46.100+                             | CC-by-sa 1.0                |
| Baidu Baike                               | Enciclopédico/Chinesa                                                                     | Uma enciclopédia chinesa | 1.519.920                           | Direito autoral             |
| WikiZnanie                                | Enciclopédico/Russa                                                                       | Uma enciclopédia russa lançada sob a FreeBSD Documentation License |                                     |                             |
| Enciclopedia Libre Universal en Español   | Enciclopédico/Espanhola                                                                   | Uma ramificação em língua espanhola da Wikipédia |                                     |                             |
| L'Enciclopèdia em valenciano              | Enciclopédico/Valenciana                                                                  | Uma enciclopédia geral em língua valenciana | 26.000+                             | GFDL                        |
| Vikidia                                   | Enciclopédico/Espanhola e francesa                                                        | Uma enciclopédia em espanhol e francês para crianças de 8-13 anos |                                     |                             |
| Susning.nu                                | Enciclopédico/Sueca                                                                       | Uma enciclopédia sueca, que compete com a Wikipédia em sueco | 63.400+                             | Direito autoral             |
| Wikinews                                  | Geral - Notícias                                                                          | Serviço colaborativo de notícias, um projeto wikimedia |                                     |                             |
| GCPEDIA                                   | Governo                                                                                   | Wiki do Governo do Canadá |                                     |                             |
| ZineWiki                                  | Social - Mídia alternativa                                                                | Uma enciclopédia e-zine |                                     |                             |
| WikiCandidate                             | Campanha presidencial ficcional                                                           | Uma campanha virtual para um fictício candidato presidencial americano. Um projeto da Universidade de Cornell.                                                                                                  |                                     |                             |
| Congresspedia                             | Governo - Congresso dos Estados Unidos da América                                         | Uma subseção do SourceWatch |                                     |                             |
| Diplopedia                                | Governo - Diplomacia                                                                      | Enciclopédia do Departamento de Estado dos Estados Unidos da América coletando itens relacionados às relações internacionais e diplomacia                                                                       |                                     |                             |
| Jurispedia                                | Governo - Direito                                                                         | Uma enciclopédia acadêmica multilingual, incluindo os idiomas: árabe, chinês, inglês, francês, alemão e espanhol                                                                                                |                                     |                             |
| Legispedia                                | Banco de ideias para criação de novas leis - Direito                                      | É um projeto para a uma enciclopédia com a reunião de ideias para criação de novas leis. |                                     |                             |
| SourceWatch                               | Social - Propaganda                                                                       | Anteriormente Disinfopedia, discute propaganda e inclui organizações que procuram influenciar a opinião pública                                                                                                 |                                     |                             |
| Wikileaks                                 | Social - Whistleblowers                                                                   | Permite que pessoas façam vazamento de documentos anonimamente |                                     |                             |
| Wikifavelas                               | Social - Preservação de Memórias, Geração Cidadã de Dados, Promoção de Saúde e Cidadania. | Plataforma virtual de acesso aberto para a coleção e produção de conhecimentos sobre favelas e periferias, vinculada ao Instituto de Comunicação e Informação Científica em Saúde (ICICT-Fundação_Oswaldo_Cruz) |                                     |                             |
| Intellipedia                              | Governo - Serviço de Inteligência                                                         | Três wikis não acessíveis que funcionam em rede interligando a comunidade do serviço de inteligência norte-americano                                                                                            |                                     |                             |
| WikiTimeScale                             | Geral - História Universal                                                                | Uma cronologia interativa da história |                                     |                             |
| OpenWetWare                               | Ciência - Biologia                                                                        | Promove a partilha e divulgação de conhecimentos relacionados com a investigação biológica |                                     |                             |
| Wikispecies                               | Ciência - Biologia                                                                        | Um diretório de espécies; um projeto wikimedia |                                     |                             |
| BOWiki                                    | Ciência - Função gene                                                                     | Um editor da função gene e um framework de ontologia |                                     |                             |
| SNPedia                                   | Ciência - Biologia                                                                        | Um banco de dados de informação e pesquisa sobre polimorfismo de nucleótido simples | 3.000+                              | CC-by-nc-sa 3.0             |
| Psychology wiki                           | Ciência - Psicologia                                                                      | Promove a partilha e divulgação de conhecimentos relacionados com a pesquisa psicológica |                                     |                             |
| Sensei's Library                          | Variado - Go                                                                              | | 18200+                              | OPL                         |
| PlanetMath                                | Variado - Matemática                                                                      | Enciclopédia matemática livre no estilo wiki |                                     |                             |
| ATWiki                                    | Variado - Tecnologia de apoio                                                             | Também aborda deficiências relacionadas a tecnologias de apoio |                                     |                             |
| ShopWiki                                  | Variado - Produtos                                                                        | Uma wiki de compras e pesquisa de comparação de produtos caracterizando um recurso de guias de compras |                                     |                             |
| RitchieWiki                               | Referência - Equipamentos de Construção                                                   | Um equipamento wiki orientado para a indústria da construção. Inclui especificações de equipamentos. Também disponível em francês e espanhol.                                                                   |                                     |                             |
| Foodista.com                              | Referência - Alimentação e Cozinha                                                        | Uma wiki estruturada Creative Commons sobre alimentos, receitas, e outras informações culinárias. |                                     |                             |
| Appropedia                                | Inglês                                                                                    | Tecnologia adequada e desenvolvimento sustentável. |                                     |                             |
| Ekopedia                                  | Multilingual - Enciclopédico                                                              | Sustentabilidade. |                                     |                             |
| Heroes Wiki                               | Ficção - Heroes                                                                           | |                                     |                             |
| Medpedia                                  | Enciclopédico Medicina/saúde                                                              | Requer nomes reais; administrada por médicos especialistas no assunto, permitindo edições do público em geral                                                                                                   |                                     |                             |
| WiserEarth                                | Responsabilidade Social e do Meio Ambiente                                                | |                                     |                             |
| Catawiki                                  | Catálogos                                                                                 | Apenas em idioma neerlandês | 200.000+                            |                             |
| Collegewikis                              | Troca de informações entre alunos de colégios                                             | |                                     |                             |
| Cetospedia                                | Enciclopédica sobre Cetos - Aldeia de Portugal                                            | Apenas em idioma Português | 24+                                 |                             |
| Minecraft Wiki                            | Minecraft                                                                                 | Projeto multilingual e wiki oficial do Minecraft | 20 000+                             | CC BY-NC-SA 3.              |